# Łowkiele
Łowkiele (lit. Laukeliai) − wyludniona wieś na Litwie, w rejonie wileńskim, 5 km na północny zachód od Awiżenii. Przed II wojną światową w Polsce, w powiecie wileńsko-trockim województwa wileńskiego.